# Acanthocephaloides neobythitis
Acanthocephaloides neobythitis is een soort haakworm uit het geslacht Yamagutisentis. De worm behoort tot de familie Arhythmacanthidae. Acanthocephaloides 
neobythitis werd in 1939 beschreven door Yamaguti.